# ジモイチドライブ〜地元の一番でおもてなし旅〜
『ジモイチドライブ〜地元の一番でおもてなし旅〜』（ジモイチドライブ 〜じもとのいちばんでおもてなしたび〜）は、朝日放送（ABCテレビ）で2015年1月18日から2016年3月27日まで、放送されたテレビの旅バラエティ番組。

## 概要
朝日放送は、日曜12時枠は主に吉本新喜劇（『日曜笑劇場』）を放送してきたが、2013年4月からプレミアムサンデーを編成してきた。それを2015年1月18日から1年9ヶ月振りに、吉本興業が制作に関わるバラエティ枠とし、コメディー色を排除したトークバラエティーとなった。
この番組は、吉本興業所属の人気芸人が「おもてなし隊」として、日頃お世話になっている方々や尊敬するベテラン芸人に向けて「ジモイチ」こと「地元で一番のおもてなし」をする旅バラエティである。
番組スポンサーにはトヨタ自動車が就いており、ロケではプリウスαが主に使われている。
2016年3月27日をもって本番組はわずか1年で終了。後番組にはキー局のテレビ朝日で放送枠が移動する『ビートたけしのTVタックル』（11:55 - 12:55）を同時ネットすることになった。これにより、TBS系列からテレビ朝日系列にネットチェンジした1975年4月に『日曜笑劇場』をスタートして以来続いていた12時台のローカル枠は41年間の歴史に幕を閉じることになった。
なお、本番組のMCだった小籔千豊は、本番組の事実上の後番組である『ハッキリ5〜そんなに好かれていない5人が世界を救う〜』（日曜23:15 - 翌0:10）にMCとして引き続き出演することになった。

## コーナー

### 番組終了時点
ジモイチごはん（2015年4月19日 - 2016年3月27日）
視聴者から寄せられた地元で一番のメニューがある飲食店を紹介する。

### 過去
ジモジマコレクション（2015年1月18日 - 4月12日）
視聴者から寄せられた地元で自慢のスポットを紹介する。

## 出演者
- 藤井隆
- 小籔千豊[7]

## スタッフ
- ナレーション：喜多ゆかり（朝日放送アナウンサー）
- 構成：米井敬人ほか
- 技術協力：関西東通、ライズ・アップ、イングス、SOUND-K
- 車両：フォレスト
- 番組宣伝：朝比奈紀子（朝日放送）
- デスク：岡由子（朝日放送）
- AD：濱田崇充、井本稔章、小野翼、白川千明、谷本春華、堤康祐
- ディレクター：佐久間俊輔（バックアップメディア）、三橋秀登・山本良太（共にインパクト）、中山佐矢・伊藤佳祐（共にアッシュ）、堀景輔（ウォークオン）
- チーフディレクター：堀英一（朝日放送）
- プロデューサー：奈良井正巳（朝日放送）、中澤晋弥（よしもとクリエイティブ・エージェンシー）、礒田裕子（バックアップメディア）
- 協力：バックアップメディア
- 制作協力：吉本興業
- 制作著作：朝日放送

## 放送時間
- 毎週日曜 12:00 - 12:55

### 備考
- 2015年11月1日は「JAバンクスポーツスペシャル 秩父宮賜杯第47回全日本大学駅伝対校選手権大会」中継（7:05 - 13:40）のため休止。
- 2015年12月6日は「第69回福岡国際マラソン」中継（12:05 - 14:26、12:00 - 12:05には別途直前情報も放送）のため休止。
- 2016年1月3日は『新春!ロンドンハーツ傑作選 大型ドッキリ企画の名作を!!』（7:00 - 13:00）放送のため休止。

## ネット局
| 放送対象地域 | 放送局              | 系列           | 放送期間                      | 放送日時                     | 備考   |
| ------------ | ------------------- | -------------- | ----------------------------- | ---------------------------- | ------ |
| 近畿広域圏   | 朝日放送（ABC）     | テレビ朝日系列 | 2015年1月18日 - 2016年3月27日 | 日曜 12:00 - 12:55           | 制作局 |
| 石川県       | 北陸朝日放送（HAB） | テレビ朝日系列 | 2016年5月6日 - 2017年2月24日  | 金曜 0:15 - 1:20（木曜深夜） | [ 8 ]  |